# Cymatophoropsis tripunctata
Cymatophoropsis tripunctata är en fjärilsart som beskrevs av Bang-haas 1927. Cymatophoropsis tripunctata ingår i släktet Cymatophoropsis och familjen nattflyn. Inga underarter finns listade i Catalogue of Life.